# Habère-Poche
Habère-Poche là một xã trong tỉnh Haute-Savoie thuộc vùng Rhône-Alpes đông nam Pháp.